# Asger Aamund
Asger Joseph Aamund (født 19. februar 1940 på Frederiksberg) er en dansk erhvervsleder, debattør og mediepersonlighed, blandt andet via sit ægteskab med Suzanne Bjerrehuus.

## Karriere
Asger Aamund ville oprindeligt være skuespiller og læste hos Søren Weiss, inden han gik til optagelsesprøve på Det Kongelige Teaters elevskole. Da han ikke kom ind første gang, vendte han sig mod andre områder og fik HA i stedet, idet han under studiet her fastholdt en kontakt til teateret som statist.
Han viste hurtigt lederevner og blev direktør i Goriværk som 34-årig, efterfulgt af et job som koncerndirektør i Rockwool og senere som administrerende direktør i Ferrosan-gruppen. I 1988 etablerede han med sig selv som direktør sit eget firma, A.J. Aamund A/S, der udvikler virksomheder inden for biotek-branchen.
Asger Aamund er bestyrelsesmedlem i Rehfeld Partners A/S. Han er desuden tidligere bestyrelsesformand og storaktionær i biotekselskabet Bavarian Nordic og tidligere bestyrelsesformand i NeuroSearch. Han solgte sine aktier i Bavarian Nordic i januar 2015 og tjente omkring 356 mio. DKK på salget.
Herudover er Asger Aamund formand for Alzheimer-forskningsfonden samt ambassadør for Fairtrade/Max Havelaar i Danmark og har blandt andet besøgt Fairtrade kaffekooperativer i Nicaragua.
Asger Aamund er ved flere lejligheder kommet med kontroversielle udtalelser om brug af kokain, hvor han blandt andet har udtalt, at man godt kan lede en stor virksomhed, mens man tager kokain.

## Privatliv
Asger Aamund er bror til forfatteren Jane Aamund, og han er gift med Suzanne Bjerrehuus. Fra et tidligere ægteskab har han børnene Martin Aamund og Malou Aamund.
I sin egenskab af succesfuld erhvervsmand optræder Asger Aamund ofte i medierne. Han ses både i formiddags- og ugebladene, i underholdningsprogrammer i tv og radio, blandt andet i P4-programmet Mads og monopolet, samt som ekspertkommentator om forretningsforhold i nyhedsprogrammer.
Han er desuden bestyrelsesformand for Center for Boligsocial Udvikling

## Politiske meninger
Asger Aamund har ofte udtalt følgende teori, blandt andet i forbindelse med at han støttede Ny Alliance i forbindelse med folketingsvalget 2007:
Befolkningen har delt sig i to lejre. 55 % af landets indbyggere er i dag, hvad Asger Aamund kalder skattenydere, som lever af de penge de resterende 45 % af borgerne producerer, og eftersom dansk politik foregår på midten, er det vigtigste, at man er i stand til at tilfredsstille skattenyderne og derfor er situationen fastlåst.[kilde mangler]
I TV 2/Lorry 11. oktober 2009 udtalte han følgende:
"Dansk politik er fastlåst, da der er 4 millioner vælgere, ud af dem 1 million pensionister, og 1 million på kontanthjælp, dagpenge, sygedagpenge etc.
Om 10 år vil 3 ud af 4 være på overførselsindkomst, så politikere er fastlåste de tør ikke at ændre på noget, for ikke at træde folk på overførselsindkomst over tæerne."[kilde mangler]
På berlingske.dk den 7. januar 2021 forsvarede han præsident Donald Trump efter stormen på den amerikanske kongres: »Jeg mener, han er en god demokrat« og »Det er hans modstandere, der er forfatningskriminelle«